# Michael Palin
Michael Edward Palin (Sheffield, Inglaterra, 5 de mayo de 1943) es un actor, guionista, comediante y presentador de televisión británico.
Estudió en la secundaria Shrewsbury School donde coincidió con el futuro DJ de Radio London y de la BBC, John Peel. Cursó estudios de Historia en la Universidad de Oxford. Se casó con Helen Gibbins con quien tuvo tres hijos. Uno de ellos, Thomas, realizó el papel de Sir Galahad en la película Los caballeros de la mesa cuadrada. Fue miembro del grupo humorístico Monty Python.
El "Python agradable", es, siguiendo a John Cleese y Eric Idle, el Python más conocido por su trabajo como actor. Tomó parte en Un pez llamado Wanda y su "secuela" Criaturas feroces al lado de Kevin Kline, Jamie Lee Curtis y John Cleese. Actuó como secundario en la película de culto Brazil dirigida por su antiguo compañero en los Monty Python Terry Gilliam en 1985. 
También presentó varias series acerca de viajes para la BBC. Participó con John Cleese en algunos de los mejores sketches de Monty Python's Flying Circus: El Ministerio de Andares Tontos, el Loro muerto o el Centro de discusión. Realizó los papeles de Bevis, el barbero medio psicópata travestido que quería ser leñador en el sketch "La Canción del Leñador" y de Sir Galahad en Los caballeros de la mesa cuadrada. Aparecía al principio de cada episodio de "Monty Python's Flying Circus" como el náufrago que decía "It's...".
En 2019, fue condecorado como Caballero comendador de la Orden de San Miguel y San Jorge por sus contribuciones a la cultura. Palin es el único de los Monty Python en recibir el título de caballero, (John Cleese había rechazado un CBE en 1996, calificándolo de "demasiado tonto").

## Obra

### Textos de viajes
- Around the World in 80 Days (1989) ISBN 0-563-20826-0
- Pole to Pole (1992) ISBN 0-563-37065-3
- Full Circle (1997) ISBN 0-563-37121-8
- Michael Palin's Hemingway Adventure (1999) ISBN 0-297-82528-3
- Sahara (2002) ISBN 0-297-84303-6
- Himalaya (2004) ISBN 0-297-84371-0
- New Europe (2007) ISBN 0-297-84449-0
- Brazil (2012) ISBN 0-297-86626-5

Todos sus libros de viajes se pueden leer de forma gratuita, completa e íntegra, en su página web.

### Autobiografía
- The Pythons Autobiografía × The Pythons (2003) ISBN 0-7528-5293-0

### Diarios
- Diaries 1969–1979: The Python Years. 2006. ISBN 0-297-84436-9
- Diaries 1980–1988: Halfway to Hollywood – The Film Years. London, Weidenfeld & Nicolson. 2009. ISBN 978-0-297-84440-2
- Diaries 1988-1998: Travelling to Work. London, Weidenfeld & Nicolson. 2014.

### Ficción
- Bert Fegg's Nasty Book for Boys and Girls con Terry Jones, ilus. Martin Honeysett, Frank Bellamy et al. (1974) ISBN 0-413-32740-X
- Dr Fegg's Encyclopaedia of all world knowledge (1984) (reimpresión expandida de lo anterior, con Terry Jones y Martin Honeysett) ISBN 0-87226-005-4
- Hemingway's Chair (1995) ISBN 0-7493-1930-5
- The Truth (2012) ISBN 978-0297860211

### Textos infantiles
- Small Harry and the Toothache Pills (1982) ISBN 0-416-23690-1
- Limerics or The Limerick Book (1985) ISBN 0-09-161540-2
- Cyril and the House of Commons (1986) ISBN 1-85145-078-5
- Cyril and the Dinner Party (1986) ISBN 1-85145-069-6
- The Mirrorstone con Alan Lee and Richard Seymour (1986) ISBN 0-224-02408-6

### Actuaciones
- The Weekend (1994) ISBN 0-413-68940-9

## Filmografía
| Año  | Filme                                   | Rol                                 | Notas                                               |
| ---- | --------------------------------------- | ----------------------------------- | --------------------------------------------------- |
| 1971 | Se armó la gorda                        | Varios roles                        | Y guionista                                         |
| 1975 | Monty Python and the Holy Grail         | Varios roles                        | Y guionista                                         |
| 1975 | Three Men in a Boat                     | Harris                              |                                                     |
| 1977 | La bestia del reino                     | Dennis Cooper                       |                                                     |
| 1978 | All You Need Is Cash                    | Eric Manchester/Lawyer              |                                                     |
| 1979 | Monty Python's Life of Brian            | Varios roles                        | Y escritor                                          |
| 1981 | Time Bandits                            | Vincent                             | Y escritor Nominado – Saturn Award for Best Writing |
| 1982 | Monty Python Live at the Hollywood Bowl | Varios roles                        | Y escritor                                          |
| 1982 | The Missionary                          | El Reverendo Charles Fortescue      | Y escritor/productor                                |
| 1983 | Monty Python's The Meaning of Life      | Varios roles                        | Y escritor                                          |
| 1983 | The Crimson Permanent Assurance         | Obrero                              | Cortometraje                                        |
| 1984 | A Private Function                      | Gilbert Chilvers                    |                                                     |
| 1985 | Brazil                                  | Jack Lint                           |                                                     |
| 1988 | A Fish Called Wanda                     | Ken Pile                            | BAFTA Award for Best Actor in a Supporting Role     |
| 1991 | American Friends                        | Reverendo Francis Ashby             | Y guionista                                         |
| 1996 | The Wind in the Willows                 | The Sun                             |                                                     |
| 1997 | Fierce Creatures                        | Adrian 'Bugsy' Malone               |                                                     |
| 2010 | Not the Messiah                         | Mrs Betty Palin/Julius Caesar/Bevis |                                                     |
| 2011 | Arthur Christmas                        | Ernie Clicker                       | Solo voz                                            |
| 2015 | Absolutely Anything                     | Kindly Alien                        | Solo voz                                            |
| 2017 | La muerte de Stalin                     | Viacheslav Mólotov                  |                                                     |

## TV
- Now! (octubre 1965 – mediados 1966)
- The Ken Dodd Show
- Billy Cotton Bandshow
- The Illustrated Weekly Hudd
- The Frost Report. (10 de marzo de 1966 – 29 de junio de 1967)
- The Late Show (15 de octubre de 1966 – 1 de abril de 1967)
- A Series of Bird's (1967) (3 de octubre de 1967 – 21 de noviembre de 1967 guionista (estrellas invitadas)
- Twice a Fortnight (21 de octubre de 1967 – 23 de diciembre de 1967)
- Do Not Adjust Your Set (26 de diciembre de 1967 – 14 de mayo de 1969)
- Broaden Your Mind (1968)
- How to Irritate People (1968)
- Marty (1968)
- The Complete and Utter History of Britain (1969)
- Monty Python's Flying Circus (5 de octubre de 1969 – 5 de diciembre de 1974)
- Saturday Night Live (organizada 8 de abril de 1978 con el invitado musical Eugene Record, 27 de enero de 1979 con The Doobie Brothers y el 12 de mayo de 1979 con James Taylor)
- Ripping Yarns (1976–1979)
- Great Railway Journeys of the World, título del episodio "Confessions of a Trainspotter" (1980)
- East of Ipswich (1987) guionista
- Michael Palin: Around the World in 80 Days (1989)
- GBH (1991)
- Pole to Pole (1992)
- Great Railway Journeys, título del episodio "Derry to Kerry" (1994)
- The Wind in the Willows (1995)
- The Willows in Winter (1996)
- Full Circle with Michael Palin (1997)
- Palin on Redpath (1997)
- Michael Palin's Hemingway Adventure (1999)
- Michael Palin On... The Colourists (2000)
- Sahara with Michael Palin (2002)
- Life on Air (2002)
- Himalaya with Michael Palin (2004)
- Michael Palin's New Europe (2007)
- Robbie the Reindeer - Close Encounters of the Herd Kind (2007 - Gariiiiiii/Gary)
- Around the World in 20 Years (2008)
- Brazil with Michael Palin (2012)
- The Wipers Times (2013)
- Michael Palin in Wyeth's World (2013)
- Remember Me (2014)
- Clangers (2015 - narrator)[1]

## Galardones

### BAFTA
- 1984 nominado – Premios BAFTA por "Mejor Canción Original" (el premio se suspendió después de las ceremonias de 1985) por Every Sperm is Sacred de El sentido de la vida (compartido con André Jacquemin, Dave Howman y Terry Jones)
- 1989 ganó – BAFTA al mejor actor de reparto por A Fish Called Wanda (as Ken Pile)[2]
- 1992 nominado – BAFTA al mejor actor de televisión por G.B.H.
- 2005 ganó – BAFTA Premio Especial
- 2009 ganó – BAFTA Special Award as part of the Monty Python team for outstanding contribution to film and television[3]
- 2013 ganó – BAFTA Academy Fellowship Award[4][5]